# Reforma kalendara
Reforma kalendara je svaka značajna revizija kalendarskog sustava. Naziv se ponekad koristi za obične prijedloge novih kalendara ali i prelaske s jednog kalendarskog sustava na drugi.
Većina kalendara se sastoji od nekoliko pravila i reformom se može promijeniti bilo koje od njih:
- Svrstavanje dana godine u mjesece, tjedne ili slične podjele, uz bilo koji broj dana koji ne pripada ovim odjeljenjima
- Pravilo prijestupne godine, određuje koje su godine prijestupne i kako se prijestupna godina razlikuje ostalih, običnih godina
- Numeriranje godina, tj. izbor epohe i pitanje nulte godine
- Početak godine (npr. zimski solsticij, 1. siječnja, 1. ožujka, proljetna ravnodnevica, Uskrs itd.), tjedni (obično nedjelja ili ponedjeljak, ponekad subota) i dana (ponoć, svitanje, podne, zalazak Sunca).
- Imenovanje mjeseci i dana u tjednu, kao i drugih posebnih dana i perioda (npr. prijestupni ili interkalacijski dan)
- Usklađenost s religijskim i ekonomskim ciklusima, kao i pravilnim, repetitivnim astronomskim pojavama
- Pismeno obilježavanje dana

## Povijesne reforme
U prošlosti, većina kalendarskih reformi je izvršena kako bi se kalendar sinkronizirao s astronomskom godinom (sunčevom ili zvjezdanom) i/ili sinodičkim mjesecom (poznatim i kao lunacija) u lunarnim ili lunisolarnim kalendarima. Namjera većine reformi je bila da kalendari budu točniji. Tako je bilo s reformom julijanskog u gregorijanski kalendar (i sličnom, Milankovićevom reformom, u Revidirani julijanski kalendar). 

### Reforma lunarnih i lunisolarnih kalendara
Kineski kalendar je tijekom 2500 godina reformiran 50 do 100 puta, uglavnom da bi se kalendarski mjeseci bolje uskladili s astronomskim lunacijama i preciznije dodavao dodatni mjesec kako bi redovni mjeseci održali odgovarajuće sezonske pozicije, iako se odgovarajući sezonski markeri mogu naći bilo gdje unutar svog mjeseca. Lunisolarna inačica hindu kalendara je prošla bar kroz četiri slične reforme, sve s ciljem da bi mjesec bolje odgovarao lunaciji i godina bolje odgovarala zvjezdanoj godini. I solarna inačica hindu kalendara je reformirana tako da raspored dana po mjesecima bolje odgovara dužini vremena koje Sunce provodi u svakom zvjezdanom zodijačkom znaku. Isto važi i za budistički kalendar. Reforma hebrejskog kalendara u prvom stoljeću ga je promijenila iz promatračkog u računski kalendar. Islamski kalendar je nastao reformom ranijeg lunisolarnog kalendara, koja ga je potpuna odvojila od solarne godine.

### Reforme: julijanska, gregorijanska i Milankovićeva
U vrijeme kada je Julije Cezar došao na vlast u Rimu, rimski kalendar više nije točno odražavao godinu. Umetanje dodatnog mjeseca godini nije dosljedno i pravilno primijenjivano, jer se time utjecalo na trajanje dužnosničkih mandata. 
Julijanskom reformom su produženi mjeseci (osim veljače, zbog njegovog religijskog značaja) i predviđeno je da se veljači svake četiri godine dodaje interkalacijski dan, čime se dobiva prijestupna godina.
Ovo je proizvelo primjetno točniji kalendar, ali je počivao na srednjoj dužini godine od 365,25 dana (365 dana i 6 sati). Ali, godina je zapravo 11 minuta i 14 sekundi kraća od toga. Ovo ne zvuči mnogo, ali se tijekom mnogo godina gomilalo, tako da je u 16. stoljeću proljetna ravnodnevica padala oko 10. ožujka (umjesto 20-tog, kao u 4. stoljeću).
U vrijeme pape Grgura XIII. (1582.) promijenjeno je pravilo prijestupnih godina: sekularne (vjekovne, djeljive sa 100) godine, inače djeljive s četiri, ne će biti prijestupne, osim ako nisu djeljive i s 400. Ovim se trajanje srednje godine skraćuje na 365,2425 dana (365 dana, 5 sati, 49 minuta i 12 sekundi). Ovo je mnogo bliže pravoj vrijednosti godine, tako da je potrebno preko tri tisućljeća da se grješka nagomilala na jedan dan (trajanje sunčeve godine se skraćuje, što će utjecati na preciznost kalendara). Ovaj novi kalendar je sinkroniziran sa starim godišnjim dobima, zbog čega je morao preskočiti deset dana. Reformu su ubrzo prihvatile katoličke zemlje, a protestantske u 18. stoljeću, kada je korekcija morala iznositi 11 dana, što je izazivalo i prosvjede.
Pravoslavne zemlje su u službene svrhe prihvatile novi kalendar poslije Prvog svjetskog rata, na teritoriju kraljevina Srbije i Crne Gore, tada dijelova Kraljevine SHS, 1919. Što se pravoslavnih crkvi tiče, neke od njih su za računanje nepokretnih praznika prihvatile Milankovićevu reformu julijanskog kalendara - Revidirani julijanski kalendar (ne i Srpska pravoslavna crkva). 
U periodu razlike kalendara su nastali izrazi "stari kalendar" i "novi kalendar" (ili Old Style i New Style na engleskom), kako bi se pojasnilo koji kalendar koristi osoba koja zapisuje nadnevak.

## Prijedlozi
Veći dio svijeta danas koristi gregorijanski kalendar. Postoji i međunarodni standard koji opisuje taj kalendar, ISO 8601, u različitim kulturama je modificiran.
Od vremena posljednje papinske reforme bilo je nekoliko prijedloga da bi zapadni kalendar bio korisniji ili pravilniji. Rijetko koji je ušao u službenu upotrebu, npr. prilično različiti francuski republikanski i sovjetski revolucionarni, ali su ubrzo izašli iz upotrebe. Novostvoreni Ujedinjeni narodi su nastavili napore svog prethodnika, Društva naroda, da se ustanovi novi, svjetski kalendar, ali pitanje je odloženo nakon što su SAD uložile veto, uglavnom zbog zabrinutosti religijskih skupina da će se poremetiti sedmični ciklus. Svjetsko vijeće crkava i dalje pokušava pronaći zajedničko pravilo za datum Uskrsa, što bi moglo biti olakšano novim zajedničkim kalendarom.
Danas Crkva razmatra uvođenje Preobraženog gregorijanskog kalendara, koji ima riješeno pravilo Uskrsa za obje Crkve.
Reformatori navode sljedeće probleme s gregorijanskim kalendarom:
- On nije vječan, u smislu da svaka godina počinje drugim sedmičnim danom, a za svaku godinu treba nabaviti novi kalendar
- Teško je odrediti sedmični dan nekog nadnevka
- Mjeseci su nejednake dužine, nepravilno raspoređeni u godini, pa su, djeci barem, potrebna mnemonička pomagala da se zapamti koji mjesec ima 28, 29, 30 ili 31 dan
- Četiri kvartala (tromjesečja) su nejednaka. Jednaki poslovni kvartali bi bili zgodniji u računovodstvene svrhe
- Njegova epoha (početna godina) nije religijski neutralna. Isto se odnosi na imena mjeseci i dana u tjednu u mnogim jezicima
- Mjeseci nemaju veze s Mjesečevim mijenama

Nemoguće je rješiti sva ova pitanja jednim kalendarom.
Većina planova podrazumijeva solarnu godinu s nešto više od 365 dana. Pošto taj broj nije djeljiv sa 7 ni 12, razmišlja se o brojevima 360, 364 i 366. Postoje i lunarni prijedlozi.

### Vječni kalendari
Mnoge kalendarske reforme nude rješenja da se kalendar učini vječnim. Ove reforme bi učinile transparentnijim na koji sedmični dan pada neki nadnevak i jedan (fizički) kalendar bi mogao poslužiti za svaku godinu, čime bi se uštedio papir. Ovo se, grubo rečeno, može postići na dva načina: prijestupnim tjednom i prijestupnim danom. Oba imaju točno 52 tjedna u svakoj godini. U prvoj varijanti se dodaje 53. tjedan svakih pet ili šest godina, a u drugoj jedan ili, u prijestupnoj, dva dana koji ne pripadaju sedmičnom ciklusu. Prijedlozi se uglavnom razlikuju u izboru prijestupnog pravila, lokaciji dodatnog intervala (obično sredinom ili na kraju godine), početnom danu tjedna i godine, u broju (12 ili 13) i veličini mjeseci i njihovom imenovanju; neki su kompatibilni sa sedmičnim datumom iz ISO 8601.
Svjetski kalendar, kojeg su UN favorizirali 1950-tih, i međunarodni fiksni kalendar, prilično popularan među ekonomistima između dva svjetska rata, su prijedlozi u kojima godina počinje nedjeljom. Pošto u njima postoje dani koji su van sedmičnog ciklusa, dolazi do razilaženja s tradicionalnim istim, što je problem za religije bliskoistočnog podrijetla. Pristaše kalendara se brane da bi ti dani mogli biti dodatni dani posvećeni bogoslužju i da bi prednosti vječnog kalendara dijelili svi.
Kalendari s prijestupnim tjednom umeću dodatni tjedan svakih pet ili šest godina kako bi se približno održao korak s tropskom godinom. Njihove godine traju ili 364 dana (52 tjedna) ili 371 dan (53 tjedna), čime se čuva sedmodnevni tjedan. Neki kalendari imaju kvartale pravilno raspoređenih mjeseci npr. Symmetry454 s mjesecima od, redom, 4, 5 i 4 tjedna, s odgovarajuće umetnutim prijestupnim tjednom. CCC&T ima mjesece od 30 i 31 dan, prijestupni tjedan se umeće sredinom godine.
Varijanta ovog koncepta je 53-tjedni kalendar, koji se koristi u fiskalnim godinama, u upravne i poslovne svrhe. 
Neki prijedlozi ne pokušavaju da kalendar bude vječan, već se opredjeljuju za 11 mjeseci od 30 dana i na kraju dugi mjesec od 35 odnosno 36 dana. 

### Kalendari s 13 mjeseci
Neki kalendarski reformatori žele da izjednače dužinu svakog mjeseca u godini. Ovo se često postiže stvaranjem kalendara koji ima 13 mjeseci od po 4 tjedna (28 dana), ukupno 364 dana.
Jedan od prvih takvih prijedloga bio je pozitivistički kalendar, kojeg je 1849. osmislio Auguste Comte. Podrazumijevao je spomenutu godinu od 364 dana s još jednim ili dva "prazna" dana. Tjedni bi počinjali ponedjeljkom. Međunarodni fiksni kalendar je modernija inačica ovog kalendara.
Neki kalendari zanemaruju dan-dva viška preko 364 dana.
Pax kalendar (Colligan, oko 1930.) izbjegava izvankalendarske dane tako što se dodaje prijestupni tjedan 71-dnoj od 400 godina od 364 dana. Slično se radi i kod novog zemaljskog kalendara, s drugačijim prijestupnim pravilom.
Mana kalendara s 13 mjeseci je u tome što se ne mogu jednostavno podijeliti u 4 kvartala.

### Lunisolarni kalendari
Lunisolarni kalendari obično imaju 12 ili 13 mjeseci od (naizmjenično) 29 i 30 dana.
Neki predlažu poboljšanje prijestupnih pravila postojećih kalendara, poput hebrejskog kalendara. Ovaj kalendar bi bio precizniji ako bi se koristio ciklus za prijestupne godine od 4366 mjeseci i 353 godine, od čega 130 prijestupnih i progresivno kraći interval molada. Ovim bi se zamijenili današnji ciklus od 19 godina odn. konstantni interval molada iz tradicionalnog fiksnog aritmetičkog hebrejskog kalendara.

### Imenovanje
U prijedlozima kojima se uvodi 13. mjesec ili se mijenja julijansko-gregorijanski sustav mjeseci, često se predlažu nova imena za te mjesece. Nova imena se predlažu i za izvansedmične dane (npr. 365. i prijestupni) i izvanmjesečne tjedne.
Rjeđe se predlažu promjene tradicionalnih imena mjeseci i sedmičnih dana. U gregorijanskom kalendaru imena uglavnom potječu od bogova prohujalih religija (npr. mjesec mart od Marsa) ili vođa nestalih carstava (srpanj (juli) i kolovoz (august) od Julija Cezara i Augusta) ili po zastarjelom rednom broju (od rujna (septembra) do prosinca (decembra) - "sedmi" do "desetog", iako su danas ti mjeseci 9. – 12.).
Zato su reformatori željeli da ono što su smatrali manjkavostima, isprave predlaganjem homogenijih skupova pojedinaca, obično s nekom zajedničkom crtom.

### Primjeri imenovanja
Spomenuti pozitivistički kalendar ima kalendare nazvane po likovima iz religije, književnosti, filozofije i znanosti. Slično tome, hermetički kalendar lunarnog tjedna koristi 12 ili 13 lunarnih mjeseci nazvanih po 13 pionira i doprinositelja u istraživanju fizioaktivnih biljaka i kemikalija. Jednostavni lunisolarni kalendar imenuje svoje mjesece po slovima grčkog pisma.
Drugi su predlagali da se upotrebi jedan već postojeći sustav imenovanja 13×4 objekata -- onaj iz igraćih karata. Mjeseci bi bili numerirani kao As, Dvojka ... Desetka, Žandar, Dama i Kralj; četiri tjedna bi bila nazvane po četiri znaka (♣♠♥♦). Po volji bi se ovo moglo i preokrenuti, ako bi kalendar imao četiri kvartala s po trinaest tjedana. Prijestupni dani ili tjedni bi se, naravno, zvali Džoker. Ovaj sustav bi, doduše, imao problema u internacionalizaciji, jer i tamo gdje je poznat špil od 52 karte, poredak znakova može varirati. 
Osnovno rimsko pismo ima 26 slova, koja bi se uz neki binarni indikator mogla upotrijebiti za označavanje 52 tjedna.

## Prijedlozi epoha
Holocenski kalendar kao 1. godinu ima 10.000 pr. Kr.

## Vanjske poveznice
(na engleskom)
- Konkretni predlozi
  - Calendar Reform by Rick McCarty[neaktivna poveznica]
  - C&T calendar home page  Arhivirana inačica izvorne stranice od 25. srpnja 2008. (Wayback Machine)
  - The 13-Month Sol Calendar  Arhivirana inačica izvorne stranice od 20. kolovoza 2006. (Wayback Machine)
  - The New Earth Calendar  Arhivirana inačica izvorne stranice od 14. rujna 2017. (Wayback Machine) (13-month calendar)
  - The Abysmal Calendar (formerly Synaptic)  (13-month calendar)
  - The PETIN-METON Calendar
  - Johns Hopkins press release on C&T  Arhivirana inačica izvorne stranice od 9. srpnja 2007. (Wayback Machine)
  - Bob McClennon's Refomed Weekly Calendar  Arhivirana inačica izvorne stranice od 23. siječnja 2009. (Wayback Machine) (Leap week rule has a drafting error)
  - The Symmetry454 Calendar home page
  - The Rectified Hebrew Calendar home page
  - The 30x11 Calendar home page  Arhivirana inačica izvorne stranice od 10. srpnja 2019. (Wayback Machine)
  - Tranquility Calendar  Arhivirana inačica izvorne stranice od 28. rujna 2007. (Wayback Machine)  (13-month calendar)
  - Aristean Calendar
- Zbirke
  - Calendar Zone Reform Calendars
  - A New Calendar - options for calendar reform[neaktivna poveznica]
  - Leap week calendars in which each year has either 364 or 371 days
  - The 13-Moon Change movement
- Proračuni
  - The Lengths of the Seasons (numerical integration analysis)
  - The Length of the Lunar Cycle (numerical integration analysis)
  - Solar Calendar Leap Rules (astronomical evaluations)
- Catholic Encyclopedia "Reform of the Calendar" Historical information